# بار (الجبل الأسود)
أنتبرة (أو بار (Бар) هي مدينة في مقاطعة بار في منتينيغرو. ويبلغ عدد سكانها حوالي 14871 نسمة.

## المناخ
يظهر الجدول التالي التغييرات المناخية على مدار السنة لبار:
| البيانات المناخية لـبار                                       | البيانات المناخية لـبار | البيانات المناخية لـبار | البيانات المناخية لـبار | البيانات المناخية لـبار | البيانات المناخية لـبار | البيانات المناخية لـبار | البيانات المناخية لـبار | البيانات المناخية لـبار | البيانات المناخية لـبار | البيانات المناخية لـبار | البيانات المناخية لـبار | البيانات المناخية لـبار | البيانات المناخية لـبار |
| الشهر                                                         | يناير                   | فبراير                  | مارس                    | أبريل                   | مايو                    | يونيو                   | يوليو                   | أغسطس                   | سبتمبر                  | أكتوبر                  | نوفمبر                  | ديسمبر                  | المعدل السنوي           |
| ------------------------------------------------------------- | ----------------------- | ----------------------- | ----------------------- | ----------------------- | ----------------------- | ----------------------- | ----------------------- | ----------------------- | ----------------------- | ----------------------- | ----------------------- | ----------------------- | ----------------------- |
| متوسط درجة الحرارة الكبرى °م (°ف)                             | 12.3 (54.1)             | 12.9 (55.2)             | 14.9 (58.8)             | 17.9 (64.2)             | 21.9 (71.4)             | 25.2 (77.4)             | 27.8 (82.0)             | 27.8 (82.0)             | 25.3 (77.5)             | 21.7 (71.1)             | 17.3 (63.1)             | 13.7 (56.7)             | 19.9 (67.8)             |
| المتوسط اليومي °م (°ف)                                        | 8.3 (46.9)              | 8.9 (48.0)              | 10.6 (51.1)             | 13.6 (56.5)             | 17.7 (63.9)             | 21.2 (70.2)             | 23.4 (74.1)             | 23.1 (73.6)             | 20.4 (68.7)             | 16.8 (62.2)             | 13.1 (55.6)             | 9.8 (49.6)              | 15.6 (60.0)             |
| متوسط درجة الحرارة الصغرى °م (°ف)                             | 4.3 (39.7)              | 5.1 (41.2)              | 6.7 (44.1)              | 9.2 (48.6)              | 13.0 (55.4)             | 16.3 (61.3)             | 18.4 (65.1)             | 18.3 (64.9)             | 15.9 (60.6)             | 12.6 (54.7)             | 9.2 (48.6)              | 5.9 (42.6)              | 11.2 (52.2)             |
| الهطول مم (إنش)                                               | 155.6 (6.13)            | 149.1 (5.87)            | 130.1 (5.12)            | 126.1 (4.96)            | 86.0 (3.39)             | 56.5 (2.22)             | 36.9 (1.45)             | 53.0 (2.09)             | 106.5 (4.19)            | 139.9 (5.51)            | 182.2 (7.17)            | 169.9 (6.69)            | 1٬391٫8 (54.79)         |
| متوسط أيام هطول الأمطار (≥ 0.1 mm)                            | 13                      | 13                      | 12                      | 12                      | 9                       | 7                       | 5                       | 5                       | 7                       | 9                       | 14                      | 14                      | 120                     |
| متوسط الرطوبة النسبية (%)                                     | 65                      | 64                      | 67                      | 71                      | 73                      | 72                      | 68                      | 69                      | 70                      | 68                      | 69                      | 68                      | 69                      |
| ساعات سطوع الشمس الشهرية                                      | 120.9                   | 124.2                   | 170.9                   | 198.9                   | 259.7                   | 297.4                   | 351.5                   | 317.3                   | 252.1                   | 198.8                   | 124.6                   | 111.6                   | 2٬527٫9                 |
| المصدر: Hydrological and Meteorological Service of Montenegro |                         |                         |                         |                         |                         |                         |                         |                         |                         |                         |                         |                         |                         |

## أعلام
- ميليا ميكوفيتش
- بوجيدار ليكوفيتش
- نيبويشا سيميتش
- ستيفان ميلوسيفيتش
- غوران ستويانوفيتش